# Sautin
 (mars 2016).
Pour les articles homonymes, voir Sautin (homonymie).
Sautin (en wallon Såtin) est une section de la commune belge de Sivry-Rance, située en Région wallonne dans la Province de Hainaut. C'était une commune à part entière avant la fusion des communes de 1977.

## Géographie
| Grandrieu (Belgique) | Solre-Saint-Géry | Renlies                      |
| Sivry                | Sautin           | Fourbechies et Froidchapelle |
|                      | Montbliart       | Rance                        |

## Évolution démographique
- Sources : INS, Rem. : 1831 jusqu'en 1970 = recensements, 1976 = nombre d'habitants au 31 décembre.

## Histoire
Hameau de Sivry depuis le XVIIe siècle, Sautin n'acquiert son autonomie qu'en 1914.
La population locale a toujours vécu de l’agriculture ainsi que de la forêt, jusqu’à la disparition des forges au milieu du XIXe siècle.
Il existe dans le village deux mégalithes exhumés en 1897 mais connus depuis le XVIIe siècle d’abord sous le nom de Pierres au Sart, puis à partir du XVIIIe siècle jusqu’à aujourd’hui comme la Pierre qui tourne (parfois au pluriel). Ce serait les restes probables d’un menhir. Ils sont lourds de légendes et ont d’ailleurs été mêlés anciennement à un procès de sorcellerie d’une femme qui aurait reconnu s’y être rendue plusieurs fois à une cérémonie de sabbat.
Le 16 mai 1940 à midi, Rommel quitte Cerfontaine, où ses supérieurs l’ont retenu une journée; une partie de ses tanks se dirige vers Rance pour atteindre Sivry par la Pierre qui tourne; l’autre groupe y arrive par le chemin des XV pieds et Sautin. Les troupes atteignent le but assigné à 15 h et entrent en territoire français défendu par les blockhaus de la ligne Maginot (prolongée).

## Patrimoine, curiosités et culture

### Patrimoine architectural et curiosités

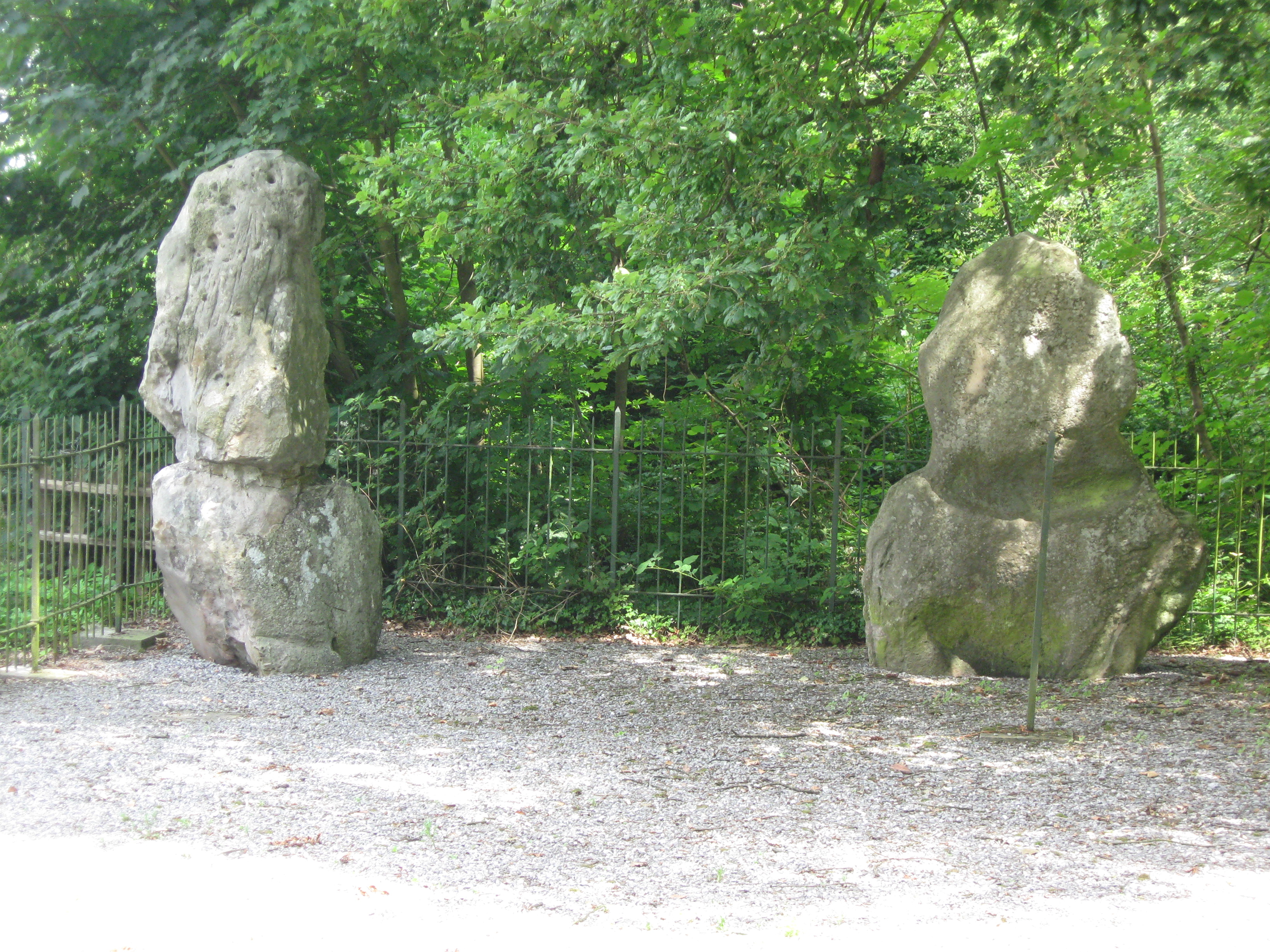
lieu-dit La Pierre qui tourne.

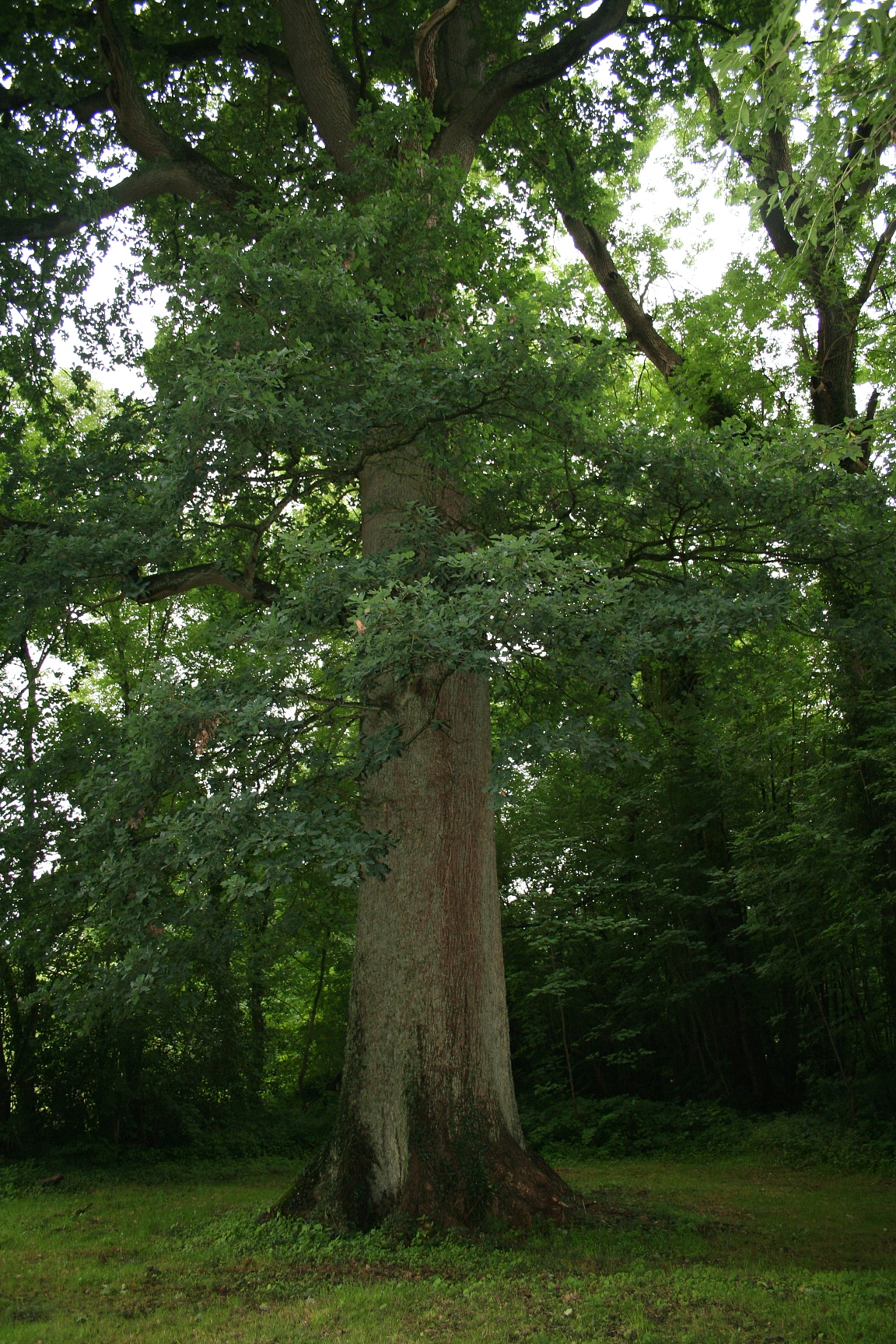
Le "Chêne de la Jeunesse" (350 ans, 550 cm en 2007).

- La Pierre-qui-tourne (lieu-dit), un ensemble de deux menhirs (mégalithes).
- Le Ry de Fromont, lieu de détente dans la forêt domaniale de Sautin en direction de Rance. Il est géré par le DNF (Département Nature et Forêts) de la Région wallonne.
- Eglise Notre-Dame. Construite en 1864 en style néo-gothique[3].
- Ferme de la rue de France, aménagée dans une ancienne demeure des maîtres de forges Polchet, bâtie probablement au XVIe siècle[4].
- La maison communale qui a été construite en 1930 par l'architecte Robert Baily[5].

### Tourisme et festivités
Depuis 1990, tous les deuxièmes week-end de septembre, le centre culturel de Sivry-Rance organise à Sautin un grand concours de bûcherons.